# Jekatierina Winogradowa
Jekatierina Giennadjewna Winogradowa z d. Iwanowa (ros. Екатерина Геннадьевна Виноградова, biał. Кацярына Генадзьеўна Вінаградава, Kaciaryna Hienadzjeuna Winagradawa; ur. 3 września 1977 w Nowosybirsku) – biathlonistka i biegaczka narciarska reprezentująca Rosję, Białoruś i USA.

## Kariera
Pierwsze sukcesy w karierze osiągnęła w 1997 roku, jeszcze jako reprezentantka Rosji, kiedy podczas mistrzostw świata juniorów w Forni Avoltri zdobyła dwa medale. W biegu drużynowym zdobyła złoty medal, a w sztafecie zajęła trzecie miejsce.
W Pucharze Świata zadebiutowała 15 marca 1997 roku w Nowosybirsku, zajmując 32. miejsce w sprincie. Pierwsze punkty (w sezonach 1984/1985-1999/2000 punktowało 25. najlepszych zawodniczek) wywalczyła 15 marca 2006 roku w Chanty-Mansyjsku, kiedy była piętnasta w tej samej konkurencji. Pierwszy raz na podium zawodów pucharowych stanęła 7 lutego 2004 roku w Oberhofie, kończąc rywalizację w sprincie na trzeciej pozycji. W kolejnych startach jeszcze jeden raz stanęła na podium: 23 marca 2006 roku w Oslo ponownie była trzecia w sprincie. Najlepsze wyniki osiągnęła w sezonie 2003/2004, kiedy zajęła 16. miejsce w klasyfikacji generalnej.
Na mistrzostwach świata w Oberhofie w 2004 roku zdobyła brązowy medal w sprincie. W zawodach tych wyprzedziły ją tylko Liv Grete Poirée z Norwegii i Rosjanka Anna Bogalij. Był to pierwszy w historii medal dla Białorusi w tej konkurencji. Podczas rozgrywanych rok później mistrzostw świata w Hochfilzen razem z Olgą Nazarową, Ludmiłą Anańką i Ołeną Zubryłową zdobyła brązowy medal w sztafecie. Była też czwarta w tej konkurencji na MŚ 2004 i mistrzostwach świata w Chanty-Mansyjsku w 2003 roku.
W 2006 roku wystartowała na igrzyskach olimpijskich w Turynie, gdzie zajęła 44. miejsce w biegu indywidualnym, 37. miejsce w sprincie, 29. w biegu pościgowym oraz czwarte w sztafecie. Ponadto kilkukrotnie zdobywała medale mistrzostw Europy, w tym złote w biegu pościgowym na ME w Forni Avoltri (2003) i sztafecie podczas ME w Langdorf (2006).
Startowała także w biegach narciarskich. W zawodach Pucharu Świata w biegach narciarskich jedyny raz punkty zdobyła 23 października 2004 roku w Düsseldorfie, gdzie była dziewiętnasta w sprincie techniką dowolną. W klasyfikacji generalnej sezonu 2004/2005 zajęła 79. miejsce.
Od 2006 roku reprezentuje USA. Mieszka w Kalifornii. Mówi po białorusku, rosyjsku i po angielsku.

## Osiągnięcia

### Igrzyska olimpijskie
| Rok  | Miejscowość | Konkurencje | Konkurencje | Konkurencje | Konkurencje | Konkurencje | Konkurencje | Konkurencje |
| Rok  | Miejscowość | IN          | SP          | PU          | MS          | RL          | MR          | SR          |
| ---- | ----------- | ----------- | ----------- | ----------- | ----------- | ----------- | ----------- | ----------- |
| 2006 | Turyn       | 44.         | 37.         | 29.         | –           | 4.          | nd.         | –           |

### Mistrzostwa świata
| Rok  | Miejscowość     | Konkurencje | Konkurencje | Konkurencje | Konkurencje | Konkurencje | Konkurencje | Konkurencje |
| Rok  | Miejscowość     | IN          | SP          | PU          | MS          | RL          | MR          | SR          |
| ---- | --------------- | ----------- | ----------- | ----------- | ----------- | ----------- | ----------- | ----------- |
| 2003 | Chanty-Mansyjsk | 11.         | 15.         | 9.          | 28.         | 4.          | nd.         | –           |
| 2004 | Oberhof         | DNF         | 3.          | 6.          | 25.         | 4.          | nd.         | –           |
| 2005 | Hochfilzen      | 36.         | 56.         | DNS         | –           | 3.          | nd.         | –           |
| 2005 | Pokljuka        | nd.         | nd.         | nd.         | nd.         | nd.         | 12.         | –           |
| 2011 | Chanty-Mansyjsk | DNF         | 51.         | 37.         | –           | –           | nd.         | –           |

### Mistrzostwa Europy
| Rok  | Miejscowość   | Konkurencje | Konkurencje | Konkurencje | Konkurencje | Konkurencje | Konkurencje | Konkurencje |
| Rok  | Miejscowość   | IN          | SP          | PU          | MS          | RL          | MR          | SR          |
| ---- | ------------- | ----------- | ----------- | ----------- | ----------- | ----------- | ----------- | ----------- |
| 2003 | Forni Avoltri | DNF         | 3.          | 1.          | nd.         | 3.          | nd.         | –           |
| 2004 | Mińsk         | DNS         | 3.          | 6.          | nd.         | 4.          | nd.         | –           |
| 2006 | Langdorf      | –           | 11.         | 8.          | nd.         | 1.          | nd.         | –           |

### Puchar Świata

#### Miejsca w klasyfikacji generalnej
| Sezon     | Miejsce |
| --------- | ------- |
| 1996/1997 | -       |
| 2002/2003 | 37.     |
| 2003/2004 | 17.     |
| 2004/2005 | 45.     |
| 2005/2006 | 20.     |
| 2010/2011 | -       |
| 2011/2012 | -       |

#### Miejsca na podium chronologicznie
| Lp. | Dzień    | Rok  | Miejscowość | Konkurencja      | Lokata | Pudła | Czas biegu | Strata | Zwycięzca        |
| --- | -------- | ---- | ----------- | ---------------- | ------ | ----- | ---------- | ------ | ---------------- |
| 1.  | 7 lutego | 2004 | Oberhof     | Sprint na 7,5 km | 3.     | 0+1   | 25:51,0    | +53,2  | Liv Grete Poirée |
| 2.  | 23 marca | 2006 | Oslo        | Sprint na 7,5 km | 3.     | 1+0   | 21:28,0    | +3,6   | Martina Beck     |